# 7 Brygada Zmechanizowana (Bundeswehra)
7 Brygada Zmechanizowana (7 Brygada Grenadierów Pancernych) (niem. Panzergrenadierbrigade 7) – zmechanizowany związek taktyczny Bundeswehry.

## Struktura organizacyjna
| Organizacja PzGrenBrig 7 w 1989    | Organizacja PzGrenBrig 7 w 1989 |
| Pododdział                         | Miejsce stacjonowania           |
| ---------------------------------- | ------------------------------- |
| dowództwo brygady                  | Hamburg-Fischbek                |
| 71 batalion grenadierów pancernych | Hamburg-Fischbek                |
| 72 batalion grenadierów pancernych | Hamburg-Fischbek                |
| 73 batalion grenadierów pancernych | Cuxhaven-Altenwalde             |
| 74 batalion pancerny               | Cuxhaven-Altenwalde             |
| 75 batalion artylerii              | Hamburg-Fischbek                |